# Un été sans point ni coup sûr
Pour plus de détails, voir Fiche technique et Distribution.
Un été sans point ni coup sûr est un film québécois réalisé par Francis Leclerc, sorti en 2008. 
Le scénario est signé par Marc Robitaille d'après son propre roman. Le film met en vedette Patrice Robitaille, Pier-Luc Funk, Jacinthe Laguë et Roy Dupuis, et raconte, en 1969, le rêve d'un jeune garçon qui désire évoluer un jour pour la nouvelle équipe du baseball majeur, les Expos de Montréal.

## Synopsis
Un jeune rêvant de jouer pour la nouvelle équipe du baseball majeur, les Expos de Montréal, est retranché de la formation de baseball de son quartier. Son père décide alors de mettre sur pied une équipe de réserve regroupant les jeunes laissés de côté.

## Fiche technique
- Titre : Un été sans point ni coup sûr
- Réalisation : Francis Leclerc
- Scénario : Marc Robitaille, d'après son roman éponyme
- Musique : Carl Bastien, Luc Sicard
- Photographie : Steve Asselin
- Montage : Glenn Berman
- Direction artistique : Michèle Forest et Jean Babin
- Costumes : Francesca Chamberland
- Production : Barbara Shrier
- Société de distribution : Alliance Atlantis Vivafilm
- Budget : 4 000 000$ CAN
- Format : 35mm
- Genre : Drame
- Langue : français
- Date de sortie : 
  - Canada ( Québec) : 1er août 2008

## Distribution
- Patrice Robitaille : Charles
- Pier-Luc Funk : Martin
- Jacinthe Laguë : Mireille
- Roy Dupuis : Gilbert Turcotte
- Peter Batakliev : Monsieur B
- Frédérique Dufort : Sophie
- Phillip Jarrett : Mack Jones
- Guy-Daniel Tremblay : Fern
- Guy Thauvette : M. Audet
- Victor Desjardins : Grand Pete
- Simon Pigeon : Proulx
- Cédric Poitras : Maloney

Quelques personnalités connues du monde du baseball québécois font également leur apparition dans le film dont Denis Boucher, Rodger Brulotte, Marc Griffin, Jacques Doucet et Claude Raymond.